# ميتي سيليك
ميتي سيليك (بالتركية: Mete Çelik)‏ هو لاعب كرة قدم تركي في مركزي ظهير ‏ والدفاع، ولد في 8 أكتوبر 1996 في لانغناو في ألمانيا. شارك مع منتخب تركيا تحت 16 سنة لكرة القدم ‏ ومنتخب تركيا تحت 17 سنة لكرة القدم ومنتخب تركيا تحت 19 سنة لكرة القدم. أما مع النوادي، فقد لعب مع نادي شتوتغارت للرديف ونادي شتوتغارت.

## وصلات خارجية
- ميتي سيليك على موقع الاتحاد الأوربي (الإنجليزية)
- ميتي سيليك على موقع اتحاد تركيا (لاعب) (الإنجليزية)
- ميتي سيليك على موقع قاعدة بيانات كرة القدم.إي يو (الإنجليزية)
- ميتي سيليك على موقع Soccerway.com (الإنجليزية)
- ميتي سيليك على موقع عالم كرة القدم.نت (الإنجليزية)